# Spalax microphthalmus
La rata topo grande u oriental (Spalax microphthalmus) es una especie de roedor miomorfo de la familia Spalacidae. Se encuentra en estepas y estepas arboladas de Ucrania y el sur de Rusia.

## Sinonimia
- pallasii Nordmann, 1839
- typhlus Pallus, 1779